# I Przegląd Piosenki Prawdziwej
I Przegląd Piosenki Prawdziwej „Zakazane Piosenki” – odbył się w dniach 20–22 sierpnia 1981 roku w gdańskiej Hali „Olivia”. Zorganizowany w rocznicę Sierpnia przez Macieja Zembatego – pomysłodawcę i dyrektora artystycznego Przeglądu, Waldemara Banasika – dyrektora PPP, Macieja Karpińskiego – reżysera oraz grono entuzjastów z różnych kręgów społecznych i zawodowych.

## Charakterystyka
Trwał trzy dni; każdego dnia publiczność przyznawała po trzy nagrody dla wykonawców. Wśród uczestników przeważali przedstawiciele „kultury alternatywnej”, w latach 70. zepchnięci do występów w klubach studenckich, choć nie brakowało i artystów, których twórczość była (w ramach ograniczeń cenzuralnych) dostępna i dla szerszej publiczności. W toku przygotowań do przeglądu gdańska cenzura zakwestionowała w tekst pięciu piosenek: Jacka Zwoźniaka Piosenka na wszelki wypadek, Andrzeja Garczarka Przyjaciół nie będzie mi nikt wybierał, Jana Tadeusza Stanisławskiego Felieton, Jacka Kaczmarskiego Świadkowie oraz Leszka Wojtowicza Pielgrzymka. Mimo zakazu cenzury wszystkie teksty, oprócz piosenki Wojtowicza, zostały wykonane. W odpowiedzi władze zamierzały wszcząć wobec wykonawców i organizatorów postępowanie prokuratorskie.
Gościem honorowym Przeglądu miał być Leonard Cohen; nie zdołał jednak dotrzeć do Gdańska.
Wśród laureatów Przeglądu byli m.in.:
- Jacek Zwoźniak
- Jacek Kaczmarski
- Małgorzata Bratek
- Antonina Krzysztoń
- Maciej Zembaty

## Albumy z koncertu
1. Zakazane piosenki – I Przegląd Piosenki Prawdziwej – dwie kasety wydane przez „Radiową Agencję Solidarność Gdańsk”, 1981[3][4]
2. Piosenki Solidarności (Songs of Solidarity) – dwie płyty wydane przez „ECHO Original Country Recording, 1981 USA, E 901-2"
3. Niech żyje wojna – kaseta wydana przez „Oficynę Szczecin”, 1984[5]
4. I Przegląd Piosenki Prawdziwej – NSZZ „Solidarność”, Gdańsk 20–22 VIII 1981 – kaseta
5. Zakazane piosenki – I Przegląd Piosenki Prawdziwej – jedna płyta CD wydana przez „Biuro Organizacyjne Przeglądu Piosenki Prawdziwej Zakazane Piosenki”, 2003
6. Zakazane piosenki – I Przegląd Piosenki Prawdziwej – trzy płyty CD wydane przez „Biuro Organizacyjne Przeglądu Piosenki Prawdziwej Zakazane Piosenki”, 2003[6]. CD mają numery 2, 3 i 4[a].
7. Niepokorni. I Przegląd Piosenki Prawdziwej – trzy płyty CD wydane przez Agencję Muzyczną Polskiego Radia, 2014[7]

## Artyści i utwory
W poniższej tabeli artyści są w porządku alfabetycznym według nazwiska pierwszego wykonawcy lub nazwy zespołu. Numery piosenek są zapisane jako „Część Albumu : Numer Utworu”.
| Artysta                                                    | Tytuł                                                             | Album 1 (2 kasety) | Album 2 (Piosenki Solidarności) | Album 3 (Niech żyje wojna) | Album 4 (kaseta) | Album 5 (1 CD) | Album 6 (3 CD) | Album 7 (Niepokorni) |
| ---------------------------------------------------------- | ----------------------------------------------------------------- | ------------------ | ------------------------------- | -------------------------- | ---------------- | -------------- | -------------- | -------------------- |
| B-Complex i Jacek Zwoźniak                                 | Wio koniku                                                        | 1:12               |                                 |                            |                  |                |                |                      |
| Małgorzata Bratek                                          | Kiedym stawił się                                                 |                    | 1:04                            |                            |                  |                | 4:04           | 1:08                 |
| Małgorzata Bratek                                          | Modlitwa                                                          | 1:05               |                                 |                            |                  |                |                |                      |
| Stefan Brzozowski                                          | Grajek                                                            |                    |                                 | 16                         |                  |                | 3:01           |                      |
| Piotr Buldeski i Ryszard Riedel                            | Kołysanka o nadziei                                               |                    |                                 |                            |                  |                |                | 3:12                 |
| Piotr Buldeski i Ryszard Riedel                            | Niech żyje wojna                                                  | 2:05               |                                 | 01                         |                  |                |                | 3:13                 |
| Grzegorz Bukała i Wały Jagiellońskie                       | Grusza a sprawa Polska                                            |                    |                                 |                            |                  | 09             |                |                      |
| Mieczysław Cholewa                                         | Ballada o Janku Wiśniewskim                                       | 1:01               | 1:01                            |                            | 15               | 01             | 4:01           | 1:07                 |
| Natasza Czarmińska, Zbigniew Łapiński, Grupa EX            | Prośba                                                            |                    |                                 |                            |                  | 10             |                | 1:18                 |
| Natasza Czarmińska                                         | Obudźmy się                                                       |                    |                                 |                            |                  |                |                |                      |
| Leszek Długosz                                             | Już nas tak ta miłość nie obchodzi                                |                    |                                 |                            |                  |                |                | 3:04                 |
| Leszek Długosz                                             | Także i Ty                                                        |                    |                                 |                            |                  |                |                | 3:03                 |
| Jacek Fedorowicz                                           | Monolog satyryczny                                                | 1:11               | 2:07                            |                            |                  | 04             | 2:07           | 2:06                 |
| Andrzej Garczarek                                          | Ballada o chłopcach z bazy sokołowskiej                           |                    |                                 |                            |                  |                |                | 1:10                 |
| Andrzej Garczarek                                          | Przyjaciół nikt nie będzie mi wybierał                            |                    | 1:10                            | 15                         | 20               |                | 4:10           | 1:09                 |
| Andrzej Garczarek                                          | Wojenko, wojenko                                                  |                    |                                 | 11                         |                  |                |                |                      |
| Przemysław Gintrowski, Zbigniew Łapiński                   | To ja, Twój syn (Czy poznajesz mnie, moja Polsko?)                |                    |                                 |                            | 12               |                | 3:02           | 1:19                 |
| Marek Grechuta                                             | Historia pewnej podróży                                           | 1:04               | 1:06                            | 14                         | 04               | 06             | 4:06           | 3:05                 |
| Marek Grechuta                                             | Super ekspres                                                     |                    |                                 |                            |                  |                |                | 3:06                 |
| Aleksander Grotowski                                       | Ballada o św. Włodzimierzu                                        |                    |                                 |                            |                  |                |                |                      |
| Aleksander Grotowski                                       | Rozmowa ministra ze studentami                                    |                    |                                 |                            |                  |                |                |                      |
| Krystyna Janda                                             | Ballada o Janku Wiśniewskim                                       | 2:01               |                                 | 08                         |                  |                |                |                      |
| Krzysztof Jaroszyński                                      | Monolog                                                           |                    |                                 |                            |                  |                | 3:07           |                      |
| Jacek Kaczmarski, Zbigniew Łapiński, Przemysław Gintrowski | Arka Noego                                                        | 2:09a              |                                 | 19                         |                  |                |                | 1:02                 |
| Jacek Kaczmarski                                           | Obława                                                            | 1:08               |                                 | 06                         | 16               |                |                | 1:23                 |
| Jacek Kaczmarski                                           | Pokolenie                                                         | 2:09b              |                                 |                            |                  |                |                |                      |
| Jacek Kaczmarski                                           | Rejtan, czyli raport ambasadora                                   |                    | 2:02                            |                            | 11               | 08             | 2:03           |                      |
| Jacek Kaczmarski                                           | Świadkowie                                                        |                    |                                 | 17                         |                  |                |                | 1:24                 |
| Jacek Kaczmarski, Zbigniew Łapiński, Przemysław Gintrowski | Dziady                                                            | 2:11               |                                 |                            |                  |                |                |                      |
| Jacek Kaczmarski, Zbigniew Łapiński, Przemysław Gintrowski | Modlitwa o wschodzie słońca                                       |                    |                                 |                            |                  |                |                | 1:01                 |
| Jacek Kaczmarski, Zbigniew Łapiński, Przemysław Gintrowski | Mury                                                              |                    |                                 |                            |                  |                |                | 3:20                 |
| Jacek Kaczmarski, Zbigniew Łapiński, Przemysław Gintrowski | Zesłanie studentów                                                |                    |                                 |                            |                  |                |                |                      |
| Jacek Kaczmarski, Zbigniew Łapiński, Przemysław Gintrowski | Wigilia na Syberii                                                |                    |                                 |                            |                  |                |                |                      |
| Jacek Kaczmarski, Zbigniew Łapiński, Przemysław Gintrowski | Posiłek                                                           |                    |                                 |                            |                  |                |                |                      |
| Jerzy Klesyk (Kabaret Bąbel)                               | Prowokator                                                        |                    |                                 |                            | 06               |                |                | 2:12                 |
| Jacek Kleyff                                               | Piosenka na XXX PRL                                               |                    |                                 |                            |                  |                |                |                      |
| Jacek Kleyff                                               | Zeznania pierwszego skrzypka ob. Kaczorowski Jan                  | 1:09               |                                 |                            | 01               |                | 3:09           |                      |
| Jonasz Kofta                                               | Monolog                                                           |                    |                                 |                            |                  |                | 3:03           |                      |
| Jonasz Kofta                                               | Rok pierwszy minął                                                |                    | 2:10                            |                            |                  |                |                | 3:19                 |
| Jonasz Kofta, Maciej Zembaty                               | Rozmowa satyryczna                                                |                    |                                 |                            |                  |                |                | 2:03                 |
| Jan Kopaczewski „Bułeczka”                                 | Pchamy taczki                                                     | 2:06               |                                 |                            |                  |                |                | 2:15                 |
| Antonina Krzysztoń                                         | Przesłanie Pana Cogito                                            |                    |                                 |                            |                  |                |                | 1:11                 |
| Grzegorz Książek i Grażyna Auguścik                        | I znowu                                                           |                    |                                 |                            |                  |                |                |                      |
| Grzegorz Książek i Grażyna Auguścik                        | Motyl                                                             |                    |                                 | 12                         |                  |                |                | 1:14                 |
| Maanam                                                     | 1984                                                              |                    |                                 |                            |                  |                |                | 3:17                 |
| Maanam                                                     | Karuzela marzeń                                                   |                    |                                 |                            |                  |                |                | 3:18                 |
| Maanam                                                     | Szare miraże                                                      |                    |                                 |                            |                  |                |                | 3:16                 |
| Daniel Olbrychski                                          | Otwarcie przeglądu                                                | 1:02               |                                 |                            |                  |                |                |                      |
| Daniel Olbrychski                                          | Przyjazd (Stoi na stacji egzekutywa)                              | 1:16               | 1:05                            |                            |                  |                | 4:05           | 2:13                 |
| Daniel Olbrychski                                          | Wiersz                                                            |                    |                                 |                            |                  |                |                | 1:03                 |
| Jan Pietrzak                                               | Niedźwiedź                                                        |                    |                                 |                            |                  |                |                |                      |
| Maciej Pietrzyk                                            | Boże nasz                                                         | 2:08               | 2:04                            |                            | 19               |                |                | 1:06                 |
| Maciej Pietrzyk                                            | Piosenka dla córki                                                | 1:03               | 1:08                            |                            | 18               |                | 4:08           | 1:04                 |
| Maciej Pietrzyk                                            | Sierpień ’80 (Są w ojczyźnie rachunki krzywd)                     | 1:15 i 2:02        |                                 |                            | 17               |                |                | 1:05                 |
| Pod Budą                                                   | O la - ri - ja                                                    |                    |                                 |                            |                  |                |                | 3:08                 |
| Pod Budą                                                   | Blues o starych sąsiadach                                         |                    |                                 |                            |                  |                |                | 3:07                 |
| Pomorzanie                                                 | Mario, Matko                                                      |                    | 1:07                            |                            |                  |                | 4:07           | 3:01                 |
| Andrzej Poniedzielski                                      | Blok                                                              |                    |                                 |                            |                  |                |                | 1:12                 |
| Radiowa Agencja „Solidarność” Gdańsk                       | Mury + Zapowiedź                                                  |                    |                                 |                            |                  |                |                |                      |
| Ryszard Riedel i Aerobus                                   | Abym mógł przed siebie iść                                        |                    |                                 |                            |                  |                |                | 3:14                 |
| Ryszard Riedel i Aerobus                                   | Ostatni ciężki rok                                                |                    |                                 |                            |                  |                |                | 3:15                 |
| Andrzej Rosiewicz                                          | Chcemy prawdy                                                     |                    | 2:09                            |                            |                  | 12             | 3:08           | 2:17                 |
| Andrzej Rosiewicz                                          | Chłopcy radarowcy                                                 | 2:10               | 2:08                            |                            |                  |                |                |                      |
| Andrzej Rosiewicz                                          | Polish spirituels                                                 | 2:07c              |                                 |                            |                  |                |                |                      |
| Andrzej Rosiewicz                                          | Propaganda sukcesu                                                | 2:07a              |                                 | 09                         | 08               |                |                | 2:16                 |
| Andrzej Rosiewicz                                          | Wincenty Kalemba (Piosenka o zachodnich bankierach)               | 2:07b              |                                 |                            | 09               |                |                |                      |
| Tadeusz Ross                                               | Wejdą, nie wejdą                                                  |                    |                                 |                            | 02               |                |                |                      |
| Zbigniew Sekulski                                          | List (Wysyłam Ci gazetę)                                          |                    |                                 | 02                         |                  |                |                |                      |
| Zbigniew Sekulski, Jacek Kaczmarski                        | Między wschodem a zachodem światła                                |                    |                                 |                            |                  |                |                | 3:11                 |
| Tadeusz Sikora                                             | Czy dacie sobie radę sami Samitowski                              | 1:13               |                                 | 03                         | 07               |                |                |                      |
| Tadeusz Sikora                                             | Medytacje prezentera dziennika telewizyjnego (Już prawie od roku) |                    |                                 |                            |                  |                |                |                      |
| Janusz Sokołowski                                          | Egzekutywa 2 (Siedzi na sali egzekutywa)                          |                    |                                 |                            | 03               |                | 3:04           |                      |
| Janusz Sokołowski                                          | Moja ojczyzna (Jak sztandaru strzęp)                              |                    |                                 |                            | 10               | 11             | 3:06           |                      |
| Janusz Sokołowski                                          | Prima aprilis                                                     |                    |                                 |                            |                  |                | 3:05           |                      |
| Jan Tadeusz Stanisławski                                   | Felieton albo rozmowa w cztery oczy z trzema osobami              | 2:03b              |                                 |                            |                  | 07             |                | 2:11                 |
| Jan Tadeusz Stanisławski                                   | Mówiła mi mama                                                    |                    | 2:05                            |                            |                  |                | 2:05           |                      |
| Jan Tadeusz Stanisławski                                   | Z naganem do MHD                                                  | 2:03a              |                                 |                            |                  |                |                |                      |
| Andrzej Strzelecki i Daniel Olbrychski                     | Zakończenie                                                       |                    |                                 |                            |                  |                |                |                      |
| Piotr Szczepanik                                           | Polonez Kościuszki                                                |                    | 2:01                            |                            |                  |                | 2:02           | 3:02                 |
| Marek Tercz                                                | Ballada pacyfistyczna                                             |                    |                                 |                            |                  |                |                | 1:13                 |
| Wały Jagiellońskie                                         | List z wojska                                                     |                    |                                 |                            |                  |                |                | 2:02                 |
| Wały Jagiellońskie                                         | Protest Song                                                      | 2:04               |                                 |                            |                  |                |                |                      |
| Wały Jagiellońskie                                         | Twój pierwszy elementarz                                          |                    |                                 |                            |                  |                |                | 2:01                 |
| Marcin Wolski                                              | Czy dożyjemy (Ciągła huśtawka manewrów i nerwów)                  |                    |                                 |                            |                  |                |                |                      |
| Jan Wołek                                                  | Piosenka dla chłopców od Bruegla                                  |                    |                                 |                            |                  |                |                | 1:20                 |
| Jan Wołek                                                  | Piosenka o zamyślaniu się                                         |                    |                                 |                            |                  |                |                | 1:21                 |
| Jan Wołek                                                  | Tętno                                                             |                    |                                 |                            |                  |                |                | 1:22                 |
| Leszek Wójtowicz                                           | Jeźdźcy Apokalipsy                                                | 1:07               |                                 | 05                         | 14               |                |                | 1:17                 |
| Leszek Wójtowicz                                           | Modlitwa o spokój                                                 |                    |                                 |                            |                  |                |                |                      |
| Leszek Wójtowicz                                           | Moja litania                                                      |                    |                                 |                            |                  |                |                | 1:15                 |
| Leszek Wójtowicz                                           | Olimpiada (Najważniejsze zadanie)                                 | 1:06               |                                 | 04                         | 13               |                |                | 1:16                 |
| Leszek Wójtowicz                                           | Złe godziny                                                       |                    |                                 |                            |                  |                |                |                      |
| Wolna Grupa Bukowina                                       | Bar na stawach                                                    |                    |                                 |                            |                  |                |                | 3:10                 |
| Wolna Grupa Bukowina                                       | Majster Bieda                                                     |                    |                                 |                            |                  |                |                | 3:09                 |
| Andrzej Zaorski, Andrzej Fedorowicz (60 minut na godzinę)  | Branżowy walc                                                     |                    |                                 |                            |                  |                |                | 2:14                 |
| Maciej Zembaty                                             | Brygadzista Albin                                                 | 1:10               | 1:12                            | 18                         |                  |                | 2:01           | 2:04                 |
| Maciej Zembaty                                             | Ballada o majorze Hermaszewskim                                   |                    | 2:03                            |                            |                  | 03             | 2:04           |                      |
| Maciej Zembaty                                             | Partyzant                                                         |                    |                                 | 07                         |                  |                |                |                      |
| Maciej Zembaty                                             | Sejm 1976 (Izba chorych)                                          |                    | 1:11                            |                            |                  |                | 4:11           | 2:05                 |
| Jacek Zwoźniak                                             | Milicja, Wrocław i ja                                             |                    | 2:06                            |                            |                  |                | 2:06           | 2:08                 |
| Jacek Zwoźniak                                             | Najpiękniejsza w klasie robotniczej                               |                    | 1:02                            |                            |                  |                | 4:02           |                      |
| Jacek Zwoźniak                                             | Piosenka na wszelki wypadek (Kiedy przyjdą podpalić dom)          |                    | 1:03                            | 13                         |                  |                | 4:03           | 2:10                 |
| Jacek Zwoźniak                                             | Szoruj babciu do kolejki                                          |                    | 1:09                            |                            |                  | 02             | 4:09           | 2:09                 |
| Stanisław Zygmunt                                          | Niebiescy czyli blues                                             | 1:14               |                                 | 10                         | 05               | 05             | 3:10           | 2:07                 |